# Dragons (série télévisée d'animation)
Pour les articles homonymes, voir Dragon (homonymie).
Dragons : Les Gardiens du ciel
Dragons (DreamWorks Dragons ou Dragons: The Series) est une série d'animation américaine inspirée du film Dragons (How to Train Your Dragon) diffusée entre le 7 août 2012 et 16 février 2018 sur la chaîne Cartoon Network et sur Netflix.
Première série de la franchise, elle sert à relier l'aventure des personnages entre le premier et le deuxième film. Une première diffusion d'une heure avec deux épisodes a eu lieu le 7 août 2012 et s'est poursuivie à partir du 14 septembre 2012. Un total de quarante épisodes est diffusé pendant les deux premières saisons,,, qui ont pour sous-titres respectifs Cavaliers de Beurk pour la première saison (Riders of Berk en VO) et Défenseurs de Beurk (Defenders of Berk en VO) pour la deuxième saison. Lors de l'arrivée de la série sur Netflix (à partir de la troisième saison), l'ensemble de la série est titrée Dragons : Par-delà les rives (Dragons: Race to the Edge en VO).
En France, la série est diffusée début 2013 sur Cartoon Network puis sur Boing, depuis fin 2014 sur France 4 puis Gulli et depuis 2015 sur Netflix. Au Québec, elle est diffusée depuis le 22 juillet 2017 sur Télé-Québec.
Dans la version originale, Jay Baruchel (Harold), America Ferrera (Astrid), Christopher Mintz-Plasse (Varek), T. J. Miller (Kranedur) et David Tennant reprennent leurs rôles respectifs introduits le film sorti en 2010. Les comédiens de doublage français des rôles principaux reprennent également leurs places : Donald Reignoux, Florine Orphelin, Arthur Pestel, Pascal Grull, Émilie Rault, Nathanel Alimi, Emmanuel Jacomy et Julien Kramer.

## Scénario
Harold, fils de Stoïck (le chef de la communauté de Beurk), est un garçon intelligent et solitaire, mais aussi le premier viking à avoir apprivoisé un dragon. Son objectif est de préserver la fragile alliance entre ceux-ci et le peuple viking. Dans sa quête, il est accompagné d'autres jeunes vikings : Astrid, Rustik, Varek, Kognedur et Kranedur.

## Personnages

### Protagonistes
- Harold : Chef de l'Académie d'entraînement des dragons, et principal protagoniste de la série, il a été le tout premier dresseur de dragon. Son but le plus cher est de préserver l'alliance délicate qui existe entre les humains et les dragons. Il est prêt à tout pour protéger ses amis, en particulier Krokmou, son Furie Nocturne, et Astrid, une belle viking blonde qu'il aime. Il a longtemps été le souffre-douleur de Dagur qui l'appelait frère plus par moquerie que par respect mais après son exil forcé, ce dernier a emprunté le chemin de la rédemption et à force de temps et d'efforts, Harold lui a pardonné et ils s'appellent mutuellement frère par respect à présent. Il est à l'origine de la forme définitive du quartier général des Dragonniers, la Rive du Dragon et y passe beaucoup de temps à inventer toutes sortes de choses (Ailes de Dragon, gouvernails spéciaux pour Krokmou, Épée du Dragon, etc.) ainsi qu'a entraîner son équipe. Depuis la découverte de L'Œil de Dragon, ce mystérieux cylindre kaléidoscopique qui révèle ses secrets grâce au feu de dragon, il organise également des expéditions d'exploration afin de cartographier des îles encore inconnues aux Beurkiens. Après la perte de l'Œil, il se lance en secret dans la fabrication d'un prototype maison pour le remplacer, ce qui déboucha sur une version, selon Harold, « qui fera ce que l'original n'aurait même pas imaginé faire ». Il achèvera cette œuvre au début de la saison 8 et s'en servira afin de devancer les chasseurs de dragons dans la quête pour trouver le Roi des Dragons. À la fin de cette saison, une fois leurs ennemis vaincus, Harold et les autres Dragonniers décideront de détruire l'Œil originel et la copie ainsi que toutes les lentilles, ayant récupéré toutes les informations qu'ils contenaient, afin que personne ne puisse à nouveau s'en servir pour s'en prendre aux dragons. Enfin, Harold décidera d'abandonner l'avant-poste de la Rive et le retour à Beurk des Dragonniers.
- Astrid : Guerrière intelligente autant qu'intrépide, elle est dotée d'une forte personnalité. Astrid est souvent aux côtés de Harold. La dragonne d'Astrid, Tempête, est un Dragon-Vipère, à la fois belle et robuste, exactement comme elle. À la suite de leur rencontre avec les Serpentailles, elle a acquis la faculté d'augmenter la chaleur de son feu au magnésium au point de faire devenir les flammes blanches. Amoureuse d'Harold, Astrid ne cesse de repousser les avances de Rustik. Elle a établi un lien fort avec Ingrid après leur première rencontre. À la fin de la saison 6, Harold et elle se déclarent enfin l'un à l'autre. Ils se fiancent au début de la saison 7 mais rencontrent quelques difficultés dans leur relation durant la saison 8 qui finissent par se résoudre d'elles-même. Leur couple est plus soudé que jamais à la fin de la série.
- Rustik : Rustik est un jeune Viking aussi grossier qu'agressif. Il est égoïste et possède un ego surdimensionné. Il est tout sauf timide quant aux sentiments qu'il nourrit à l'égard d'Astrid. Hélas pour Rustik, elle ne s’intéresse pas du tout à lui. Il commencera à ressentir les mêmes sentiments envers Ingrid mais en vain. Avec le temps, il finira par s'assagir un peu et sera moins inconscient. Il gagnera même en maturité, en autonomie et en tolérance. Son dragon est un Cauchemar Monstrueux, nommé Krochefer, particulièrement désobéissant qui aime mettre son cavalier dans des situations problématiques et/ou humiliantes ou l'y laisser lorsqu'il fait trop le malin sauf si sa vie est en danger. Pendant la saison 8, il sera embrassé par Minden, une Dame Ailée souffrant d'un manque de considération de la part de Nathalie mais cette relation ne sera pas plus développée par la suite. À la fin de la série, il finira par entrer en conflit avec Varek lors d'un sauvetage en commun pour gagner le cœur de Kognedur.
- Varek : Avec ses vastes connaissances concernant les dragons, Varek est une sorte d'encyclopédie des dragons sur pattes. Sa capacité à déceler les faiblesses des différents dragons sauve régulièrement des vies. Il n'est pas très courageux et se comporte souvent comme un gamin, mais il reste néanmoins un compagnon plein d'entrain. Au fur et à mesure de leur aventures, il gagne en maturité, en courage et en intelligence. Comme la plupart des garçons du groupe, il a développé des sentiments envers Ingrid lors de leur première rencontre mais avec le temps, ces sentiments sont devenus réciproques. Il aide souvent Harold pour ses inventions. Lors d'une séance d'hypnose ratée, une seconde personnalité s'éveille en lui : "Thor Briseurdos", un personnage belliqueux, vantard et risque-tout qui finira par se mettre volontairement en danger pour s'attirer les acclamations de la foule. Rustik réveillera à nouveau "Thor" pour la bonne cause mais en fera un anti-héros qui se retournera contre ses alliés, heureusement, avec une sécurité afin de pouvoir le ramener en cas de pépin ou d'urgence. Sa dragonne Bouledogre, une adorable Gronk extrêmement affectueuse, est très attachée à lui et est même parfois jalouse qu'il passe trop de temps à étudier un autre dragon ou même qu'il passe du temps avec des filles, plus particulièrement Ingrid. Les sentiments qu'il éprouve pour elle s'envoleront à la fin de la série lorsqu'il sauvera (conjointement avec Rustik) Kognedur et qu'il tombera amoureux d'elle.
- Kranedur et Kognedur : Kranedur et Kognedur sont des faux jumeaux qui ne vivent que pour la compétition. Ils ont tous deux la même énergie un peu folle et un goût prononcé pour le genre d'aventure qui fait monter leur adrénaline. Immatures et stupides, ils se battent sans cesse et n'en font souvent qu'à leur tête. De parfaits camarades en somme. Kranedur possède une poule de compagnie nommée Poulet, qu'il semble comprendre. Elle finira par fonder une famille et il prendra l'un de ses poussins comme nouveau compagnon animal et le nommera Poulette. Kognedur est un peu plus intelligente que son frère, bien que ça ne se voit pas au premier coup d’œil, ce qui indique qu'elle a le dessus dans leur duo. Cependant, lorsque Nathalie la confond avec un homme, on constate que le comportement de son frère a tout de même déteint sur elle. Après avoir été sauvée par Throk d'un éboulement, elle tombe amoureuse de celui-ci, ce qui finit par être réciproque. Krane n'est pas très enthousiaste à l'idée d'un élément étranger dans leur symbiose (surtout qu'il s'interpose dans leur habituel échange de coups de masse matinal) mais finit par l'adopter, à sa manière. Finalement, Throk mettra fin de lui-même à cette relation mais Kognedur gardera des sentiments pour lui. Leur Hideux Braguettaure, "Pête et Prout", est très lunatique et se laisse facilement dominer par ses pilotes, au détriment de sa santé parfois. Pendant la saison 8, Kognedur deviendra accidentellement Dame Ailée en étant choisie par un bébé Razolame comme gardienne. Kranedur se montrera bien plus paternel et attaché au dragonnet, qu'il nommera Voldur, que sa sœur qui envisagera d'abandonner. Finalement, Nathalie la convaincra d'aller jusqu'au bout mais Kognedur refusera d'abandonner son frère et c'est Voldur qui choisira de rester auprès des Dames Ailées pour lui éviter un choix difficile. À la fin de la série, Kognedur sera sauvée d'une chute par Rustik et Varek qui se disputeront le cœur de la jeune fille, pour son plus grand plaisir.
- Stoïck : Stoïck la Brute est le chef de Beurk et le père de Harold. Il ne s'est pas encore adapté à vivre aux côtés des dragons, mais il est fier de voir tout ce que Harold a accompli. Il finira même par dresser un dragon avec l'aide d'Harold, un Mille-Tonnerre qu'il nommera Tornado, qu'il finira d'ailleurs par laisser partir sur l'Île des Dragons afin qu'il s'occupe de Bing, Bang et Boum, trois Mille-Tonnerre en bas âge puis se liera avec le Corne-Brute de la Rive des Dragons qu'il nommera Cranecrusher. À la suite de la révélation sur Johann, il perdra pied et se remettra en question. Lors d'une patrouille près du centre d'entrainement des Cuirassiers, il sera gravement blessé et restera alité jusqu'à la fin de la série. Cet événement provoquera indirectement le retrait des Dragonniers de la Rive vers Beurk.
- Gueulfor : Gueulfor est le forgeron du village et le bras droit de Stoïck. De naturel un peu bourru, ses intentions sont pourtant toujours bonnes. Il est toujours prêt à rendre service à quiconque est en difficulté. Il partage parfois les aventures des Dragonniers et durant l'une d'elles, à la fin de la saison 5, il nouera des liens très fort avec Grump, un Rikaneur gardé par défaut par les chasseurs de dragons car seul dragon connu à pouvoir détruire du Fer Anti-Dragon par sa seule force, et le prendra avec lui. C'est Gueulfor qui a repéré en premier le potentiel du Fer de Gronk.
- Ingrid : Jeune fille venue d'une autre île qui s'est échouée sur une des plages de Beurk dans la saison 1. D'abord espionne forcée pour le compte d'Alvin, elle finit par devenir membre à part entière du groupe de nos héros. Elle réapparaît en Dragonnière solitaire et agressive à la poursuite d'une vengeance à l'encontre de Dagur sur le dos d'une Razolame répondant au nom de Sonovent dans la saison 3. Elle confie à Astrid qu'elle partage son exaspération envers le harcèlement de Rustik, préférant de loin les intellectuels du style de Varek. En découvrant sa véritable parenté, elle quitte la Rive et semble rejoindre les chasseurs de dragons mais finit par devenir membre permanent des Dragonniers de la Rive. Au milieu de la saison 6, elle choisit de quitter l'équipe pour aider Dagur, qui se révéla être son frère, à reformer les Parenvrille et sur le départ, se révèle sur ses sentiments auprès de Varek et promet que leur histoire se poursuivra dans un avenir proche. Après l'attaque de la Rive par le « Projet Artillerie », elle retourne sur son île natale avec Dagur et travaille à la reconstruction de leur culture. Une fois que ce fut fait, elle partit à la recherche de leur père Oswald en prenant de gros risques, ce qui poussa Dagur à lui subtiliser le journal qui les guidait pour la protéger. Elle continuera ses recherches malgré tout et via une info fournie par Johann, elle sera piégée par Krogan qui en a après sa boucle de ceinture, qui s'avère être une Lentille de Dragon, et finira par l'obtenir en la rançonnant contre la liberté de Sonovent, capturée lors de leur précédente rencontre. Après cet événement, elle se rendra seule à Vanaheim pour se recueillir sur la dernière demeure de son père mais sera suivie par une escadrille de Cuirassiers qui découvrit l'emplacement de l'île sacrée et l'attaquera férocement. Elle réussira à retourner jusqu'à la Rive pour prévenir les Dragonniers et une fois Sonovent et elle remises, elle rentrera sur l'Île des "Parenvrille" et demeurera auprès de son frère et de leur peuple jusqu'à la bataille finale.

### Alliés et Amis
- L'Équipe Auxiliaire des Dragonniers de Beurk (ou Équipe A) : Équipe formée par Astrid au début de la saison 4 afin que Beurk puisse se défendre lorsque l'équipe principale stationne à la Rive. Elle est composée des Vikings suivants :
  - Gustav : Jeune garçon temporairement "adopté" par Rustik à la fin de la saison 1. Intrépide, maladroit et clairement influencé par son bref séjour en tant que « fils » de Rustik (il porte en permanence la copie du casque de Rustik offerte par celui-ci), il ne rêve que de devenir lui aussi un Dragonnier. Il est le 1er élève de l'Académie de Dressage mais a été volontairement laissé sur la touche en raison de son très jeune âge. Son dragon est un Cauchemar Monstrueux nommé Ferkroche (encore une influence de Rustik) tout aussi incontrôlable que celui de son mentor, si ça n'est plus, au vu de l'inexpérience de Gustav. Ils font tous deux partie de l'Équipe A et en l'absence d'un des Dragonniers de la Rive, c'est lui qui en a le commandement. Il est persuadé, à l'instar de Rustik, qu'Astrid est folle de lui mais elle est presque aussi ferme avec lui quand elle le rembarre qu'avec l'autre. Dans la saison 7, il sera envoyé à Dagur par Stoïck afin de l'endurcir (et de ne plus l'avoir dans les pattes surtout) mais face à son incompétence, il sera vite renvoyé à Beurk. Il finira par prendre de l'assurance et de l'expérience et passera son temps entre l'Équipe A et les Parenvrilles.
  - Mastok : Le père de Rustik. Encore plus grossier, agressif, égoïste et à l'ego encore plus développé que celui de son fils (si c'est possible), il exige de lui sans cesse qu'il se surpasse et soit le meilleur, parfois au détriment de sa relation avec lui. Il a rejoint l'Équipe A et s'est vu attribuer comme partenaire un Dragon-Vipère. Si ce nouveau poste semble l'avoir adouci, il est finalement révélé qu'il n'a pas changé d'un pouce, mais cela a poussé Rustik à s'éloigner de l'influence de son père. À la suite de l'échec de l'installation d'une grange de stockage, il s'est installé un campement sur l'île d'origine des Rôtisseurs afin de les comprendre pour se venger. Mais le temps passant, et bien qu'il refuse de l'admettre, il s'est attaché à ces bêtes et leur a tous trouvé un nom. De ce fait, il est devenu un expert à leur sujet. À la fin de la série, il finit enfin par établir une relation saine et stable avec son fils.
  - Mulch et Baquet : Duo de compères toujours fourrés ensemble (ou presque), ils sont les principaux adjoints de Stoïck dans la gestion du village. Mulch est assez vif d'esprit et fait parfois preuve de traits de génie. Le pauvre Baquet est manchot de la main droite et a eu le crâne fendu en deux par un dragon. La commotion cérébrale était assez grave et pour protéger son crâne, on lui a mis un seau en acier sur la tête. Malheureusement, durant une nuit d'orage, la foudre l'a frappé à plusieurs reprises, altérant gravement ses capacités cognitives, en faisant quelqu'un d'un peu benêt mais toujours de bonne volonté. Ils se sont tous les deux inscrits pour faire partie de l'Équipe A et étant le duo qui s'entendait le mieux, ils ont hérité d'un Hideux Braguettaure.
  - Sven le Silencieux : Berger au crâne chauve, il se mit à souffrir de mutisme à la suite d'un traumatisme. Ce mutisme prit fin juste après la réconciliation de Stoïck et Alvin. Sa voix, inutilisée depuis des années, fut d'abord assez insupportable mais s'est adoucie avec le temps. Son troupeau a servi à la toute première Course de Dragons après s'être échappé pour fuir le timbre horrible de sa voix. Il a intégré l'Équipe A et chevauche un Cauchemar Monstrueux.
  - Gothik : Cette petite vieille rabougrie est la guérisseuse de Beurk et ses vastes connaissances englobaient déjà de nombreuses choses sur les dragons bien avant qu'Harold et Krokmou ne se rencontrent. Elle a choisi de garder le silence et s'exprime en dessinant des pictogrammes avec son bâton. Malgré son passif compliqué avec les dragons, elle est également membre de l'Équipe A en duo avec un Gronk.
- Les Défenseurs des Ailes : Communauté de Vikings du Nord de l'Archipel qui prône la préservation des dragons de façon extrême de prime-abord mais qui s'avère vite amicale et devint une puissante alliée pour les Dragonniers. Leur gardien et grand protecteur est l'Éruptodon. Bien qu'ils soient très attachés aux dragons, leurs lois interdisent de les chevaucher. La Reine changera cette loi en « en tant que pilote » après l'arrivée de l'équipe d'Harold dans leur vie. Leur membres notables sont :
  - Mala : Reine des Défenseurs des Ailes. C'est une jeune femme fière et extrêmement attachée à ses coutumes et à son peuple. Elle sera d'abord sceptique envers les Dragonniers et les considérera comme des impies qui asservissent leur dragons puis sera convaincue par Harold et Krokmou qu'ils sont dignes de confiance. Elle sera accidentellement sauvée par Rustik et à cause d'une vieille prophétie, doit le choisir comme futur Roi mais après avoir vu l'étendue de son ego et son importance dans l'équipe des Dragonniers, elle trafiquera volontairement la dernière épreuve permettant à l'adolescent d'accéder au trône afin qu'il échoue. Lors d'une rencontre organisée par Harold, elle fera la connaissance de Dagur le Dérangé et tous deux auront du mal à se supporter. Mais à la suite d'une séance de médiation improvisée (et ressemblant plus à une mise en situation de confiance mutuelle) organisée par Kranedur et Kognedur, ils finiront par tomber amoureux l'un de l'autre et se fianceront. Cette annonce remettra en cause le couple d'Astrid et Harold temporairement. Mala sera la seule des Défenseurs des Ailes à être présente lors de la dernière bataille. Elle épousera Dagur à la fin de la série.
  - Throk : Commandant des Défenseurs des Ailes. Il est moins enclin que Mala à faire confiance aux Dragonniers mais finit par les considérer comme des amis et les respecte grandement, sauf peut-être Rustik, dont il ne semble pas apprécier qu'il tourne autour de la Reine. À la suite d'un quiproquo après qu'il a sauvé la vie de Kognedur et qu'elle lui a fait croire le contraire, il reste à ses côtés pour payer sa dette, ce qui engendre des tensions avec Kranedur qui décide de révéler la vérité pour y mettre un terme. Throk est cependant tombé amoureux et décide malgré tout de rester auprès d'elle, au grand étonnement de tout l'entourage de la jeune Viking. Il finira par rentrer auprès des Défenseurs mais son amour restera intact.
- Les Dames Ailées : Groupuscule exclusivement composé de femmes qui aurait reçu de la part de Freya elle-même la mission sacrée de préserver l'espèce des Razolames, dont les mâles ont tendance à inclure les nouveau-nés à leur menu, en prenant les œufs et en élevant les nourrissons (aveugles de naissance) en en faisant des "ailes" pour leur apprendre à se débrouiller avant de les relâcher dans la nature. Sonovent était un des bébés dragons élevés par ces femmes. Rustik découvre leur existence en se perdant dans une tempête après avoir fui la Rive (et la colère d'Astrid entre autres) lorsqu'elles le sauvent de la noyade, croyant que Krochefer était un dragon sauvage qui en avait après lui. Après avoir découvert ses manières sexistes de macho, elles lui font croire qu'elles vont le mettre au menu pour le banquet du soir, ce qui occasionne un quiproquo avec les Dragonniers mais le malentendu est levé et elles deviennent de nouvelles alliées de la Rive. Il est montré à la fin de la série que via un intermédiaire, les Dames Ailées connaissent Valka, la mère d'Harold, à qui a été confié l'œuf de l'IceBeast. Leur membres notables sont :
  - Nathalie : Chef des Dames Ailées, c'est une femme fière, forte mais raisonnable qui accepte les Dragonniers malgré la présence d'hommes parmi eux. Lors de sa première rencontre avec Kognedur, elle la confondra avec un homme, sans même savoir qu'elle avait un jumeau. Plus tard, lorsque Kognedur sera choisie par un bébé Razolame, elle l'aidera et l'encouragera, allant même jusqu'à la faire Dame Ailée mais devant le refus de celle-ci, elle deviendra la nouvelle gardienne du dragonnet. Elle mènera une escadrille de Dames Ailées lors de la bataille finale sur l'Île des "Parenvrille".
  - Minden : Une Dame Ailée impatiente de faire ses preuves et de montrer de quoi elle est capable à Nathalie. Elle souhaitera accompagner celle-ci lors de la réunion des chefs de l'alliance à la Rive mais se verra refuser cette place et confier la protection de l'île. Prenant cette décision comme une remise en question de ses capacités et poussée par Rustik, elle mettra volontairement la sécurité de l'île en péril à cause d'une diversion des Cuirassiers. Alors qu'elle perdra ses moyens et se reprochera cette catastrophe, Rustik la poussera à se reprendre et à agir en conséquence. Elle l'embrassera en remerciement de sa clairvoyance et réussira à repousser les envahisseurs. Nathalie lui révélera alors qu'elle l'envisage comme future chef, d'où la raison de lui avoir confié la défense de l'île. Elle fera partie de l'escadrille des Dames Ailées lors de l'affrontement sur l'Île des "Parenvrille".
- Les Sentinelles : Ces dragon-gargouilles aveugles sont les gardiens de Vanaheim, la dernière demeure de la plupart des dragons (exception faite des Furies Nocturnes dont aucun ossement n'a été trouvé sur l'île). À l'exception de ces derniers, ils connaissent toutes les espèces de dragon et savent toutes les neutraliser. Lorsqu'ils sont passifs, ils ressemblent à des statues ordinaires mais une fois en mouvement, ils font preuve d'une vitesse et d'une force déconcertante au vu de leur taille. La nuit, ils trient les ossements et les regroupent par espèce puis aident les dragons trop vieux ou trop fatigués à se nourrir avant leur dernier sommeil. Une fois que l'on s'est rendu sur l'île, c'est en principe pour ne jamais la quitter à cause d'eux mais Harold trouva le moyen de s'en échapper grâce à des déplacements silencieux et le camouflage de leur odeur grâce à des fruits poussant spécifiquement sur les arbres alentour. Ce ne sont pas à proprement parler des alliés mais les Dragonniers comprennent et respectent leur devoir. Lorsque le groupe de la Rive quitte l'île, on peut constater que la majeure partie de sa structure est en fait la carcasse fossilisée d'un Ice Beast, l'Alpha qui apparaît dans le second film. Lors de sa seconde visite, Harold protégea l'île de prédateurs et gagna par ce fait le respect des Sentinelles.

### Antagonistes passés et actuels
- Alvin le Traître (saisons 1 et 2, apparition saisons 7 et 8 en tant qu'allié) : Il a été exilé de Beurk avec ses partisans par Stoïck pour un crime gardé sous silence. Il occupe une île peuplée de dragons plus agressifs que jamais. À la suite de rumeurs, il se rendra en secret sur Beurk pour rechercher le "Conquérant des dragons", sans savoir qu'il s'agit d'Harold. Après une ruse, les Dragonniers chasseront Alvin. Mais il n'aura de repos que lorsqu'il aura capturé Harold et qu'il dresse des dragons pour lui, dans le but de renverser Stoïck et prendre le pouvoir sur Beurk. Il finira par faire la paix avec ce dernier à la fin de la saison 2. Il réapparaît dans la saison 7, lorsqu'il est enlevé par un groupe de mercenaires à la solde de Viggo qui lui-même est en affaire avec Krogan. Il est finalement libéré de sa captivité par les Dragonniers et, à l'exception du chef qui s'est enfui, enferme ses ravisseurs et promet de leur arracher des informations. Pendant la saison 8, il revient sur Beurk avec ses hommes pour protéger Stoïck durant sa convalescence.
- Sauvage (saison 1 à 6, apparition Saison 7) : Bras-droit d'Alvin, puis de Dagur lorsqu'il prend le contrôle de l'Île des Traîtres, ensuite de Viggo lorsque les "Parenvrille" s'allient aux Chasseurs de Dragons et enfin de Ryker lorsque ce dernier se mutine contre son frère et décide de lancer lui-même le « Projet Artillerie ». Il fuit en même temps que tous les autres chasseurs après l'échec de Ryker. Plus tard, il est de nouveau recruté par Dagur pour faire partie des "Parenvrille" mais se retourne contre lui pour enfin être un chef et plus un bras-droit. Il se fera tout de même battre et finira prisonnier des "Parenvrille".
- Mildiou (saisons 1 et 2) : Il se promène toujours avec son sceptre orné de dents de dragons autrefois tués sur l'île de Beurk et son mouton Fungus. Mais depuis la paix avec les dragons, il n'a de cesse de vouloir prouver que l'entente entre humains et dragons est impossible, accusant à chaque fois Harold des problèmes parfois engendrés par les dragons. Il fomentera plusieurs complots pour exiler ou tuer les dragons de l'île, tentant par exemple d'incriminer ceux-ci dans des incidents qu'il a lui-même provoqué, ou même en les empoisonnant. Son pire méfait restera son alliance avec Alvin le Traître pour capturer Harold. Il finit par vivre sur l'Île des Traîtres, renommée l'Île des Exilés avec le nouveau clan d'Alvin, ayant enfin fait la paix avec les dragons.
- Dagur le Dérangé (saisons 1 à 4, puis allié dans les suivantes) : Dagur est le jeune chef du clan des « Parenvrille ». Quand ils étaient enfants, Dagur avait l'habitude de violenter Harold et l'appelait « frère » car ils étaient tous deux fils de chef de clan mais aucunement par respect mutuel. Désormais, Dagur rêve de conquêtes et de gloire, celle de tuer un dragon parmi d'autres, en particulier un Furie Nocturne. Capturé par les Dragonniers à la fin de la saison 2, il s'évade dès le début de la suivante et finit par s'allier aux chasseurs de dragons au milieu de la saison 4. Il finira par fuir ses nouveaux alliés après avoir compris comment Viggo considère son « personnel » et partira en exil plusieurs semaines sur une île déserte où la solitude lui ouvrit les yeux sur ses actes passés, déclenchant chez lui un désir de rédemption, particulièrement envers Harold et Ingrid, qui s'est avérée être sa sœur. En ce qui concerne Harold, il continue de l'appeler « frère » mais avec sincérité, le considérant tel quel à présent. Son premier dragon était l'Écrevasse (bien que la seule forme de contrôle que Dagur avait sur lui était de guider ses tirs, il ne l'avait pas réellement dressé), son second était un Gronk nommé Ombre Tueur auquel il s'est grandement attaché et son troisième est Tattaque, le Triple-Attaque de la Rive après qu'ils se sont mutuellement sauvés la vie durant l'assaut des chasseurs sur le quartier général des Dragonniers avec le « Projet Artillerie ». Il a ensuite regagné l'Île des « Parenvrille » et avec l'aide d'Ingrid, a reconstruit son village et rassemblé son peuple, malgré une tentative de coup d'état. Il a pris Gustav sous son aile (pour rendre service à Stoïck qui ne le supportait plus). Il accompagna par la suite Ingrid dans ses dangereuses recherches pour trouver leur père mais se résolut à lui prendre secrètement le journal afin de demander à Harold de résoudre ce mystère sans mettre en danger sa sœur. Il découvrit la dépouille de son père et avoua qu'il n'avait jamais organisé de recherches après son naufrage. Malgré cela, Oswald lui avait pardonné et lui laissa un message pour le lui faire savoir. Au début de la saison 8, après le départ d'Ingrid pour Vanaheim, il révélera posséder également une lentille pour l'Œil de Dragon et la confiera aux Dragonniers après avoir remis la main dessus. Plus tard, il fait la rencontre de Mala, la Reine des Défenseurs des Ailes par l'intermédiaire d'Harold et passe son temps à se disputer avec elle. À la suite d'activités de mise en confiance étonnamment bien organisées par les jumeaux, il tomba amoureux d'elle et ils se fiancèrent. Dagur et Ingrid feront par la suite partie du groupe offensif avec les Dragonniers et Mala lors de l'attaque des Cuirassiers et des chasseurs sur l'Île des "Parenvrille". Il se marie avec Mala à la fin de la série.
- Le Hurlement Mortel (saison 2, apparition saisons 4 et 8 en tant qu'allié) : Ce dragon blanc aux yeux rouges fait partie de ceux qui vivent sous terre. Grand, puissant et dangereux, il creuse des galeries dans le sous-sol des îles, jusqu'à ce qu'elles s'effondrent sous leur propre poids et sombrent dans la mer. Il a peu de points faibles, ce qui le rend particulièrement dur à combattre mais cependant on sait qu'il est attiré par la lumière, ce que Harold considère comme un point faible car c'est grâce à cela qu'il a pu l'attirer hors de Beurk lors de leur 1ère rencontre. Apparemment, il est à la recherche de quelque chose… Ou quelqu'un. Finalement, pendant le combat final sur l'Île des Traîtres, les Dragonniers découvrent l'objet de sa dévastatrice investigation : sa mère, le Murmure Mortel capturé en 1er par Alvin après la trahison de Mildiou. Elle est sauvée en même temps que les autres dragons mais le Hurlement n'étant pas débordant de reconnaissance, elle doit le rappeler à l'ordre. Lors de la saison 4, il réapparaît auprès de sa famille lorsque le groupe d'Harold vient récupérer ses mues pour le prototype de cuirasse de Dragon anti-flèches de chasseur et se montre un peu agressif mais sa mère le met au pas. Il fait une ultime apparition lors de l'assaut final des dragons à la fin de la série.
- Ryker Grimborn (saisons 4 à 6) : Chef d'un groupe de chasseurs de dragons, c'est un traqueur redoutable capable de sentir la présence des dragons à proximité. Il s'allie à Dagur durant la saison 4 mais ne fait pas entièrement confiance aux "Parenvrille". Il est le frère aîné de Viggo mais est son subordonné. Plus intelligent que ce qu'il n'y parait, les constantes moqueries de son frère ont fini par le pousser à bout et il trahit son frère en embarquant tous les chasseurs ainsi que leur arsenal par la même occasion à la fin de la saison 6. Une fois le « Projet Artillerie » vaincu, on le voit entraîné par la carcasse vers les profondeurs.
- Viggo Grimborn (saisons 4 à 7, puis allié dans la suivante) : Commandant d'une énorme coalition de chasseurs de dragons et frère cadet de Ryker, il est réputé pour son esprit retors et ses grandes capacités stratégiques. Ses plans mettront l'intellect d'Harold à rude épreuve. Il considère tout comme une partie d'un jeu de stratégie, "Les Masses Et Les Griffes", un mélange de jeu de plateau et de stratégie proche des Échecs, et donc ses subordonnés comme des pions... Des pions sacrifiables, ce qui n'est pas du goût de tous. S'il lui arrive d’encenser un adversaire à sa mesure (Harold la plupart du temps), il prend également plaisir à cruellement rabaisser ceux qu'il pense inférieur à lui, même son propre frère. Il finira par être trahi par Ryker et négociera l'aide des Dragonniers contre l'Œil de Dragon. Après un énième coup en traître, il a basculé dans le cratère du volcan de la Rive en rattrapant l'Œil. Il semble être mort dissout par la lave mais a seulement été partiellement défiguré par une colonne de flammes en voulant attraper l'Œil qui a été aspergé de lave mais serait intact selon lui. Sa chute a drastiquement modifié son comportement vis-à-vis de ses subalternes et il n'hésite pas à en sauver un qui manque de tomber dans le magma. Il ne semble pas en très bons termes avec Krogan mais tous deux travaillent pour un personnage suffisamment influent pour les forcer à collaborer ensemble, à savoir Johann. Trahi par ses deux associés lors d'une fouille volontairement sabotée, il attirera Harold dans un piège afin de le convaincre de l'aider à se venger en lui promettant l'Œil de Dragon et les lentilles en possession de ses anciens collaborateurs. Il prétendra avoir empoisonné Krokmou pour le forcer à accepter et convaincra pacifiquement l'Écrevasse de les accompagner. Une fois sur place et malgré un plan parfaitement exécuté dans les temps, l'Œil de Dragon leur échappera et Harold aura toujours des doutes sur lui, ce qui poussera Viggo à lui révéler avoir été sauvé par un dragon lors de l'éboulement provoqué lors de la trahison de Krogan et Johann, ce qui l'a profondément changé. Blessé de plusieurs flèches dans le dos, il offrira une chance de fuir au jeune Dragonnier et son partenaire en créant une diversion en lançant une attaque suicide aidé de l'Écrevasse qui provoqua une explosion dévastatrice dont on ignore s'il a pu en réchapper (l'Écrevasse réapparaissant lors de l'épisode final, il est tout à fait possible que Viggo ait survécu). On découvre que c'est lui qui a inventé la version 2 de l'Épée du Dragon que Harold reprendra dans le second film (la version avec lame rétractable et cartouche de gaz de Braguettaure dans le manche).
- Krogan (apparition Saison 5, occasionnel saison 6, principal saisons 7 et 8) : D'abord apparu lors de la vente aux enchères de Viggo, il semble être un collectionneur de dragons qui en connait long sur eux ainsi qu'un redoutable chasseur de primes. Il est en réalité le chef d'une unité d'élite appelée les Cuirassiers. Il prend le contrôle de ce qui reste de la coalition de chasseurs des Grimborn après la disparition de leurs chefs et les fait réunir des Rôtisseurs en grand nombre ainsi que des Brochets des Glaces. Il finira par retrouver Viggo dans une taverne et l’enrôlera pour son plan. Ainsi, il lancera une offensive sur la Rive et en prendra le contrôle grâce aux réticences d'Harold à s'en prendre à des dragons combattants sous la contrainte. Le but réel de cette opération est de récupérer l'Œil de Dragon dans le cratère du volcan de la Rive. Par la suite, il sera défait et devra quitter la Rive avec Viggo et les Cuirassiers mais aussi avec l'Œil en poche. Il tendra un piège à Ingrid pour lui dérober la Lentille de Dragon qu'elle porte en guise de boucle de ceinture et la remettra ainsi que l'Œil à son employeur, Johann. Un flash-back de Stoïck révèle qu'il est lié à Drago Poing-Sanglant et au massacre des chefs Viking dont seul celui de Beurk a réchappé. Pendant la saison 8, il sera la force aérienne de Johann avec ses Cuirassiers chevauchant des Rôtisseurs. Il finira même par créer un lien avec sa propre monture (du genre de celui montré par Drago, basé sur la violence, dans le second film). Lors de la bataille finale, il tentera de se débarrasser de Johann mais sans succès puis tentera de voler l’Œuf du "Roi des Dragons" mais sera magistralement stoppé par Krokmou. Il retournera auprès de Drago mais après avoir annoncé son échec, il n'aura pas le temps de révéler les informations dont il dispose car Poing-Sanglant le fera exécuter pour incompétence, décidant de se procurer le "Roi" d'une autre manière.
- Johann le Négociant (depuis le début) : L'unique négociant qui fait escale à Beurk et à la Rive pour échanger des produits venus de tout l'Archipel et même d'au-delà parfois. Son originalité vient de sa propension à raconter des histoires de voyage qui amènent souvent les Dragonniers dans des aventures périlleuses voire potentiellement mortelles. Néanmoins, il reste un fournisseur d'informations très fiable malgré le fait qu'il a parfois aussi renseigné les ennemis de Beurk sur eux, soi-disant à son insu. Il fait mine d'adopter sans souci le nouveau style de vie des Beurkiens, y voyant surtout une occasion de troquer sa marchandise contre des raretés introuvables ailleurs. Cette façade dissimule un homme fourbe et sans pitié qui voue une haine sans borne à la lignée des chefs de Beurk et à leur mode de vie. Il a passé des années à travailler son infiltration et à préparer son coup, en recrutant Krogan comme homme de main pour lui mâcher le travail et lui dégoter l'Œil et la Lentille qui lui révéleraient l'emplacement du « Roi des Dragons ». La carte se révélera incomplète sans les lentilles des cinq grandes catégories de dragons. Après avoir bêtement révélé ses intentions à Harold, il travaillera avec acharnement et à l'aide de plans redoutables à obtenir les lentilles manquantes. Il finira par trouver juste avant les Dragonniers la localisation du Roi des Dragons, qui se révélera être le IceBeast (l'Alpha qu'il est possible de voir dans le deuxième film). Lors de l'attaque sur le dragon, il sera trahi par Krogan et le forcera à le mener vers un accès plus sûr afin de capturer la bête. Ils trouveront Harold face à l'unique Œuf pondu par le Roi et tous les trois se disputèrent sa possession. Johann était à deux doigts de le récupérer mais tenu à achever Harold d'abord, ce qui causa sa perte : Harold était suspendu au bord d'une corniche donnant sur le gouffre où se trouvait l'Alpha et au moment d'abattre le jeune Viking d'un coup de lance, le souffle glacé du IceBeast le congela intégralement, le laissant figé au bord de la falaise.

## Distribution

### Voix originales
- Jay Baruchel : Harold (Hiccup Horrendous Haddock, III en VO)
- America Ferrera : Astrid Hofferson
- Christopher Mintz-Plasse : Varek Ingerman (Fishlegs en VO)
- Zack Pearlman : Rustik Jorgenson (Snotlout en VO)
- T. J. Miller : Kranedur Thorston (Tuffnut en VO)
- Julie Marcus (saison 1) puis Andree Vermeulen[9] (saisons 2 à 8) : Kognedur Thorston (Ruffnut en VO)
- Nolan North : Stoïck
- Chris Edgerly : Gueulfor (Gobber the Belch en VO)
- David Tennant : Mastok Jorgenson (Spitelout en VO)
- Lucas Grabeel : Gustave Larson
- Angela Bartys : Gothik (Gothi en VO)
- Michael Goldstrom : Johann
- Hakeem Kae-Kazim : Krogan
- Alfred Molina : Viggo Grimborn
- JB Blanc : Ryker Grimborn
- Mark Hamill : Alvin le Traître
- Mae Whitman : Ingrid
- David Faustino : Dagur le Dérangé

### Voix françaises
- Donald Reignoux : Harold
- Florine Orphelin : Astrid
- Nathanel Alimi : Varek
- Arthur Pestel : Rustik
- Émilie Rault : Kognedur
- Pascal Grull : Kranedur et Têtedur (oncle)
- Emmanuel Jacomy : Stoïck la brute
- Julien Kramer : Gueulfor
- Patrick Floersheim (saison 1 et 2) : Mildiou
- Jean-Baptiste Marcenac : Alvin le traître
- Benoît DuPac : Dagur le dérangé
- Sara Corréa (saisons 1 à 2) : Ingrid
- Charlotte Corréa (saisons 4 à 8) : Ingrid
- Gabriel Le Doze : Viggo Grimborn
- Jérémie Covillault : Ryker Grimborn
- Serge Biavan : Ryker Grimborn (voix remplacement - saison 4, épisodes 6 à 9)
- Franck Capillery : Yohan le négociant
- Jean Pascal Quilichini : Mastok
- Jonahan Salmon : Mastok (voix de remplacement dans Rustik à la hache)
- Maryne Bertieaux (saisons 1 et 2)  : Gustave Larson
- Gabriel Bismuth-Bienaimé (saisons 3 à 8) : Gustave Larson
- Olivia Luccioni : Nathalie
- Marie Nonnenmacher : Mala
- Daniel Njo Lobé : Krogan et Drago
- Franck Sportis : Sauvage
- Stéphane Bazin : Capitaine Vorg et Sven le Silencieux
- Jean-Luc Atlan : Baquet
- Antoine Nouel : Mulch
- Emmanuel Karsen : Sven le Silencieux
- Christophe Gauzeran (saison 1) : Héraut des Parenvrilles
- Stéphane Bazin (saison 2) : Héraut des Parenvrilles
- François Pacôme : Ansson
- Emmylou Homs : Minden
- Gilduin Tissier : Harek
- Olivier Hémon : Finn Sans Peur Hofferson
- François David Cardonnel : Throk
- Antoine Tomé : Cleve
- Alexis Tomassian, Max Renaudin, Jérôme Wiggins : voix additionnelles

 Source et légende : version française (VF) sur RS Doublage,

## Épisodes
| Saison | Saison              | Épisodes | Diffusion initiale | Diffusion initiale |
| Saison | Saison              | Épisodes | Première diffusion | Dernière diffusion |
| ------ | ------------------- | -------- | ------------------ | ------------------ |
| 1      | Cavaliers de Beurk  | 20       | 7 août 2012        | 20 mars 2013       |
| 2      | Défenseurs de Beurk | 20       | 19 septembre 2013  | 9 mars 2014        |
| 3      | Par-delà les rives  | 13       | 26 juin 2015       | 26 juin 2015       |
| 4      | Par-delà les rives  | 13       | 8 janvier 2016     | 8 janvier 2016     |
| 5      | Par-delà les rives  | 13       | 24 juin 2016       | 24 juin 2016       |
| 6      | Par-delà les rives  | 13       | 17 février 2017    | 17 février 2017    |
| 7      | Par-delà les rives  | 13       | 25 août 2017       | 25 août 2017       |
| 8      | Par-delà les rives  | 13       | 16 février 2018    | 16 février 2018    |

## Production
Le 12 octobre 2010, Cartoon Network annonce l'acquisition des droits du film et l'éventuel développement d'une série d'animation. Le réalisateur de Dragons, Dean DeBlois explique que, contrairement aux séries d'animation dérivées des films Madagascar, Kung Fu Panda, et Monsters vs. Aliens, la série inspirée de Dragons sera plus sombre, plus profonde, comme dans le film, et serait basée sur des aventures après les événements du film. Il s'agit de la première série DreamWorks Animation diffusée sur Cartoon Network plutôt que sur Nickelodeon, à l'inverse d'autres séries d'animation comme les Pingouins de Madagascar, Kung Fu Panda : L'Incroyable Légende, et Monstres contre Aliens.
Au début, la série devait se nommer Dragons: The Series, mais un nouveau titre est révélé en juin 2012 — Dragons: Riders of Berk, soit en français Dragons : Cavaliers de Beurk. La seconde saison sera accompagnée d'un sous-titre, Defenders of Berk, qui remplacera Riders of Berk. John Sanford, qui a réalisé les premiers épisodes de la première saison, confirme une seconde saison.
La série se poursuit ensuite en 2015, non plus sur Cartoon Network mais sur Netflix. La série est désormais sous-titrée Par delà les rives (Race to the Edge en VO). Chaque saison comporte treize épisodes (d'après la numérotation de Netflix). Par delà les rives, malgré le changement de chaîne, reste bien la suite des deux premières saisons de Cartoon Network. L'intrigue reprend trois ans après la fin de la saison deux. Le style des personnages se rapproche davantage de leur apparence dans Dragons 2. La série a compté 6 saisons dont la dernière est parue en février 2018.

## Accueil

### Critiques
Dragons : Cavaliers de Beurk est positivement accueilli. Brian Lowry du magazine Variety note la série comme telle : « le programme est éblouissant visuellement, et reprend facilement les aventures là où elles ont été laissées. » Bien qu'il trouve que le premier épisode « manquait d'antagonistes » et « remuait peu chez les personnages. » Mary McNamara de Los Angeles Times explique que la série« conserve les caractéristiques du premier film. Dragons promet d'être intéressant et divertissant, avec de superbes effets visuels des dragons. » Selon Nielsen Media Research (en), les épisodes de la première saison se sont classés premiers dans leur tranche d'horaire chez les garçons âgés entre 2 et 14 ans.

### Récompenses
| Année | Association          | Catégorie                                                            | Nomination                                                    | Résultat   |
| ----- | -------------------- | -------------------------------------------------------------------- | ------------------------------------------------------------- | ---------- |
| 2012  | Annie Awards,        | Meilleure série d'animation pour enfants                             | Épisode : Comment choisir votre dragon                        | Lauréat    |
| 2012  | Annie Awards,        | Animation de personnages dans un dessin-animé Production à l'antenne | Shi Zimu                                                      | Nomination |
| 2012  | Annie Awards,        | Animation de personnages dans un dessin-animé Production à l'antenne | Teri Yam                                                      | Nomination |
| 2012  | Annie Awards,        | Animation de personnages dans un dessin-animé Production à l'antenne | Yan Jiazhuang                                                 | Nomination |
| 2012  | Annie Awards,        | Design des personnages dans un dessin-animé Production à l'antenne   | Andy Bialk (pour Alvin le traître)                            | Nomination |
| 2012  | Annie Awards,        | Réalisation d'un dessin-animé Production à l'antenne                 | John Eng (pour La ferme des animaux)                          | Lauréat    |
| 2012  | Annie Awards,        | Musique d'un dessin-animé Production à l'antenne                     | John Paesano (pour Comment choisir votre dragon)              | Lauréat    |
| 2012  | Annie Awards,        | Storyboard d'un dessin-animé Production à l'antenne                  | Doug Lovelace (pour Portrait de Harold en homme fort)         | Lauréat    |
| 2012  | Annie Awards,        | Scénario d'un dessin-animé Production à l'antenne                    | Mike Teverbaugh, Linda Teverbaugh (pour La ferme des animaux) | Nomination |
| 2012  | Annie Awards,        | Édition d'un dessin-animé                                            | Lynn Hobson (pour La ferme des animaux)                       | Nomination |
| 2013  | Primetime Emmy Award | Outstanding Individual Achievement In Animation – Character Design   | Andy Bialk                                                    | Lauréat    |

## Médias

### Jeux vidéo
Un jeu en 3D intitulé Dragons: Wild Skies est lancé le 27 août 2012 sur CartoonNetwork.com. 

### DVD
L'intégralité des épisodes est sortie en France sur le support DVD.

#### Dragons, cavaliers de Beurk
- États-Unis : Un DVD de quatre épisodes intitulé Dragons: Riders of Berk est commercialisé le 20 novembre 2012 aux États-Unis[23]. La première saison de la série est commercialisée sous format DVD en deux parties le 13 juillet 2013. Dragons: Riders of Berk: Part 1 contient les onze premiers épisodes[24], et Dragons: Riders of Berk: Part 2, les épisodes 12 à 20[25].

- France : la saison 1 est sortie dans un coffret 4 DVD le 26 juin 2014 chez Pathé Fox Europa en VOST et VF[26].

#### Dragons, défenseurs de Beurk
- France : La saison 2 est sortie dans un coffret 4 DVD le 4 février 2015 toujours chez Pathé Fox Europa avec les mêmes caractéristiques techniques[27].

#### Dragons, par-delà les rives
- France :

- La saison 1 (boîtier 2 DVD-9 Keep Case sous surétui cartonné) est sortie le 6 février 2019, éditée par Dreamworks Animation SKG et distribuée par Universal Pictures Vidéo. Le ratio écran est en 1.78:1 16:9 panoramique. L'audio est en Français, Anglais, Néerlandais et Allemand 5.1 avec présence de sous-titres Français, Néerlandais et Allemand. L'intégralité des 13 épisodes de la saison 1 est présente. Il s'agit d'une édition Zone 2 Pal standard
- La saison 2 (boîtier 2 DVD-9 Keep Case sous surétui cartonné) est sortie le 6 février 2019 édité par Dreamworks Animation SKG et distribuée par Universal Pictures Vidéo. Le ratio écran est en 1.78:1 16:9 panoramique. L'audio est en Français, Anglais, Néerlandais et Allemand 5.1 avec présence de sous-titres Français, Néerlandais et Allemand. L'intégralité des 13 épisodes de la saison 2 est présente. Il s'agit d'une édition Zone 2 Pal standard
- La saison 3 (boîtier 2 DVD-9 Keep Case sous surétui cartonné) est sortie le 5 juin 2019, éditée par Dreamworks Animation SKG et distribuée par Universal Pictures Vidéo. Le ratio écran est en 1.78:1 16:9 panoramique. L'audio est en Français, Anglais, Néerlandais et Allemand 5.1 avec présence de sous-titres Français, Néerlandais et Allemand. L'intégralité des 13 épisodes de la saison 3 est présente. Il s'agit d'une édition Zone 2 Pal standard
- La saison 4 (boîtier 2 DVD-9 Keep Case sous surétui cartonné) est sortie le 5 juin 2019, éditée par Dreamworks Animation SKG et distribuée par Universal Pictures Vidéo. Le ratio écran est en 1.78:1 16:9 panoramique. L'audio est en Français, Anglais, Néerlandais et Allemand 5.1 avec présence de sous-titres Français, Néerlandais et Allemand. L'intégralité des 13 épisodes de la saison 4 est présente. Il s'agit d'une édition Zone 2 Pal standard
- L'intégrale de la série (Coffret 12 DVD-9) est sortie le 2 octobre 2019, éditée par Universal Pictures France et distribuée par Universal Pictures Vidéo. Les caractéristiques techniques sont les mêmes que les coffrets à l'unité. Les saisons 5 et 6 inédites en vidéo sont présentes. Les 78 épisodes de la série sont présents. Il s'agit d'une édition Zone 2 Pal standard.
- La saison 5 (boîtier 2 DVD-9 Keep Case sous surétui cartonné) est sortie le 4 décembre 2019 édité par Dreamworks Animation SKG et distribué par Universal Pictures Vidéo. Le ratio écran est en 1.78:1 16:9 panoramique. L'audio est en Français et Anglais 5.1 avec présence de sous-titres Français. L'intégralité des 13 épisodes de la saison 5 est présente. Il s'agit d'une édition Zone 2 Pal standard.
- La saison 6 (boîtier 2 DVD-9 Keep Case sous surétui cartonné) est sortie le 4 décembre 2019, éditée par Dreamworks Animation SKG et distribuée par Universal Pictures Vidéo. Le ratio écran est en 1.78:1 16:9 panoramique. L'audio est en Français et Anglais 5.1 avec présence de sous-titres Français. L'intégralité des 13 épisodes de la saison 6 est présente. Il s'agit d'une édition Zone 2 Pal standard.